# Cửa khẩu Hạ Lang
Cửa khẩu Hạ Lang hay cửa khẩu Thị Hoa, cửa khẩu Bí Hà, là cửa khẩu tại vùng đất xã Thị Hoa, huyện Hạ Lang, tỉnh Cao Bằng, Việt Nam .
Cửa khẩu Hạ Lang thông thương với cửa khẩu Khoa Giáp (科甲口岸) ở huyện Long Châu tỉnh Quảng Tây, Trung Quốc .
Cửa khẩu Hạ Lang cách thành phố Cao Bằng 90 km. Năm 2010 đây là một trong 5 cửa khẩu địa phương của tỉnh, trong tương lai sẽ nâng cấp lên cửa khẩu quốc gia .

## Lịch sử
Cửa khẩu Hạ Lang được mở từ năm 1952 với tên cửa khẩu Bí Hà, và tên đơn vị quản lý giao thương là "Hải quan cửa khẩu Bí Hà" .

## Kinh tế
Từ khi có quyết định của chính phủ Việt Nam về chính sách khuyến khích phát triển kinh tế cửa khẩu, cửa khẩu Hạ Lang đã có nhiều điều kiện thuận lợi để phát triển kinh tế.
Huyện Long Châu của Trung Quốc nằm đối diện với cửa khẩu, có đường giao thông thuận lợi, nối đến Nam Ninh cách đó 300 km, và đến các đặc khu kinh tế phía nam của Trung Quốc. Huyện này cũng có nhiều chính sách nhằm thúc đẩy phát triển kinh tế cửa khẩu, cơ sở hạ tầng sẽ được xây dựng như hệ thống ngân hàng, bách hoá tổng hợp, siêu thị, khách sạn, bãi đỗ xe, kho hàng hoá.
Cửa khẩu Hạ Lang là nơi xuất nhập khẩu một số mặt hàng thiết yếu cung cấp cho thị trường huyện Hạ Lang, một số huyện lân cận và thị xã Cao Bằng. Các hàng nhập khẩu gồm hoa quả tươi, đậu xanh hạt, kính xây dựng, than cốc, máy móc thiết bị. Hàng xuất khẩu gồm hàng điện tử cũ đã qua sử dụng, hàng đông lạnh và các hàng nông sản.

## Quy hoạch
Trong giai đoạn từ nay đến năm 2010, 2020 cửa khẩu Hạ Lang sẽ xây dựng thành 
các khối chính như: 
- Các cơ quan kiểm soát cửa khẩu,
- Các công trình thương mại dịch vụ,
- Các công trình công cộng,
- Khu bảo thuế,
- Kho ngoại quan,
- Các công trình văn hoá thể thao,
- Khu công nghiệp cửa khẩu trong tương lai.